# Lucifero (astronomia)

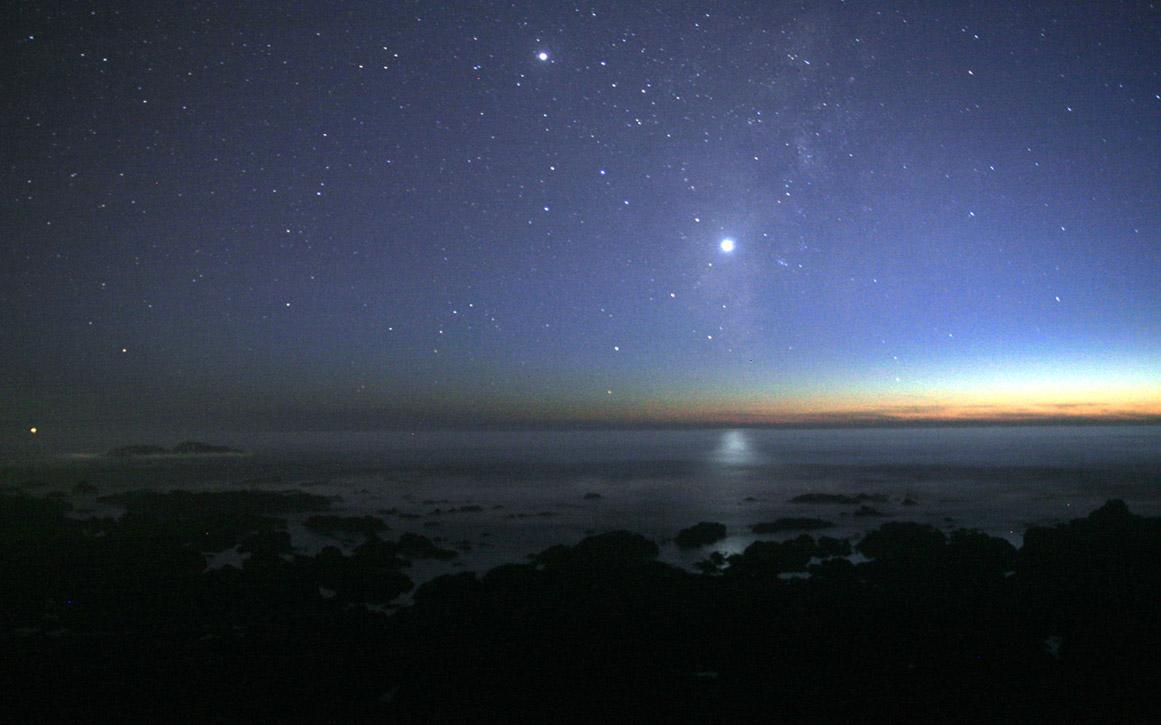
Riflesso di Venere, il più luminoso degli astri del sistema solare, sulle acque dell'oceano Pacifico.

Lucifero è il nome storicamente attribuito al pianeta Venere come stella del mattino, ovvero quando sorge verso est all'aurora, poco prima del sorgere del Sole. In quanto anticipatore della luce solare, il pianeta venne chiamato Lucifero, dal latino «portatore di luce».

## Storia del nome
Fu Pitagora ad identificare nel pianeta Venere sia la sua manifestazione di Fosforo (tradotto poi dai romani "Lucifero"), la stella del mattino, che quella di Espero (tradotto dai romani "Vespero"), la stella della sera.
Lucifero viene anche nominato varie volte dall'autore latino Virgilio nella sua opera più famosa: l'Eneide.
Durante il periodo dello Stil Novo il pianeta fu anche chiamato Stella Diana, nome che non derivava dall'omonima dea della caccia ma dal latino dies («giorno»), intendendolo così come la stella che annuncia il dì.
Tra i popoli dell'antichità la stella del mattino venne associata con la divinità di Astarte in Siria, che corrisponde alla divinità greca di Afrodite e alla latina Venere, ne è il motivo il grande fascino della sua luce di stella del mattino che personificava la divinità della bellezza. Il pianeta Venere venne riconosciuto come divinità da molti popoli, tra cui anche i Maya del Messico e gli indiani.

Nello gnosticismo, Lucifero era il portatore della sophia («sapienza»), assimilato al Cristo salvatore che libera dall'ignoranza, del quale nell''Apocalisse di Giovanni si dice: 
(Apocalisse, 22,16)